# Rzeki w Estonii

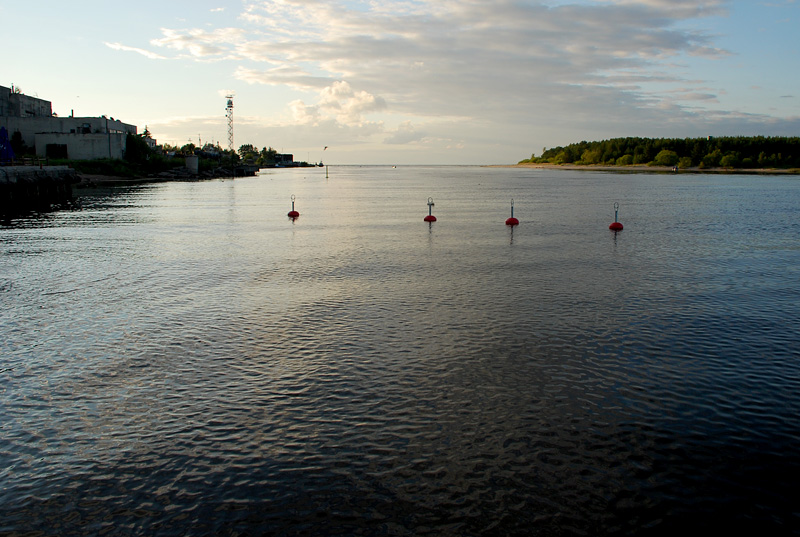
Ujście Narwy, Narva-Jõesuu

Rzeki Estonii są niewielkie i niezbyt zasobne w wodę (posiadają niski przepływ) . Sieć rzeczna kraju jest gęsta (0,2 km/km²) i wszystkie rzeki należą do zlewiska Morza Bałtyckiego. Najwięcej rzek płynie w południowej części kraju. Tylko 11 rzek jest dłuższych niż 100 km. Największą rzeką Estonii jest Narwa (ma 77 km długości i powierzchnię dorzecza obejmującą 56 200 km²), która oddziela prowincję Virumaa Wschodnia od Rosji. Średni przepływ Narwy jest większy, niż u pozostałych estońskich rzek razem wziętych i to ona w gospodarce Estonii odgrywa największą rolę.

## Najdłuższe rzeki w Estonii
|     | nazwa rzeki            | długość (w km)     | powierzchnia dorzecza (w km²) |
| --- | ---------------------- | ------------------ | ----------------------------- |
| 1.  | Võhandu                | 162                | 1420                          |
| 2.  | Pededze (Pedetsi jõgi) | 153 (26 w Estonii) | 2712                          |
| 3.  | Parnawa                | 144                | 6920                          |
| 4.  | Põltsamaa              | 135                | 1310                          |
| 5.  | Pedja                  | 122                | 2719                          |
| 6.  | Keila                  | 116                | 682                           |
| 7.  | Kasari                 | 112                | 3210                          |
| 8.  | Piusa                  | 109                | 796                           |
| 9.  | Pirita                 | 105                | 799                           |
| 10. | Ahja                   | 102                | 1074                          |
| 11. | Emajõgi                | 101                | 9740                          |
| 12. | Navesti                | 100                | 3000                          |

## Lista rzek w Estonii
A B C D E F G H I J K L M N O P Q R S Š Z Ž T U V W Õ Ä Ö Ü X Y

## A
Aavoja
– Ahja
– Alajõgi
– Allika
– Ambla
– Amme
– Angerja
– Antsla
– Apna
– Aruküla
– Atla
– Avijõgi

## E
Emajõgi (Ema, Embach)
– Elbu
– Elva
– Enge
– Erra
– Esna

## G
Gorodenka
– Gauja

## H
Halliste
– Härjapea
– Häädemeeste

## I
Ilmandu

## J
Jaama
– Jõelähtme
– Jõku
– Jägala
– Jänijõgi

## K
Kalli
– Kasari
– Kata
– Kavilda
– Keila
– Kloostri
– Kodila
– Kohtra
– Kolga
– Kulgu
– Kullavere
– Kunda
– Kurina
– Kuura
– Kärla
– Käru
– Kääpa

## L
Laeva
– Leisi
– Lemmejõgi
– Lemmjõgi
– Liivi
– Lintsi
– Loo
– Loobu
– Luguse
– Luiste
– Luutsna
– Lõve

## M
Munalaskme
– Mustajõgi
– Mustjõgi (Endla)
– Mustjõgi (Gauja)
– Mustjõgi (Jägala)
– Mustjõgi (Tallinn)
– Mustoja
– Mõrajõgi
– Mädara

## N
Narva (Narwa)
– Nasva
– Nurtu
– Navesti
– Nuutri
– Nõmme

## O
Ohukotsu – Oostriku

## P
Paadrema
– Pada
– Paltra
– Parnawa
– Pade
– Pededze
– Pedeli
– Pedja
– Peetri
– Penijõgi
– Pirita
– Piusa
– Poruni
– Prandi
– Preedi
– Purste
– Põduste
– Põltsamaa
– Päinurme
– Pääsküla
– Pühajõgi (Ida-Viru)

## R
Rannametsa
– Rannamõisa
– Rannapungerja
– Raudna
– Reiu
– Reopalu
– Retla
– Räpu

## S
Saki
– Salajõgi
– Salla
– Sauga
– Selja
– Sitapätsi
– Soodla
– Suuremõisa
– Sõmeru
– Sõtke
– Sämi

## T
Taebla
– Tagajõgi
– Tarvasjõgi
– Tatra
– Tirtsi
– Tiskre
– Toolse
– Treppoja
– Tuhala
– Tuudi
– Tõrvajõgi

## U
Ulila
– Umbusi
– Ura

## V
Vaemla
– Vainupea
– Valgejõgi
– Vanamõisa
– Vardi
– Vardja
– Vasalemma
– Velise
– Vigala
– Vihterpalu
– Visela
– Vodja
– Vorsti
– Võhandu
– Võhu
– Väike Emajõgi
– Vändra
– Värska
– Vääna

## Õ
Õhne

## Ä
Ärmä
– Ärnu